# DiEM25
Рух за демократію в Європі (Democracy in Europe Movement 2025), або DiEM25 — це пан'європейський політичний рух заснований у 2015 році колишнім грецьким міністром фінансів Янісом Варуфакісом. Рух було офіційно оголошено на урочистому заході, який відбувся 9 лютого 2016 року в Фольксбюне театрі в Берліні і 23 березня у Римі. Рух критикує ЄС за недемократичність, непідзвітність євробюрократів громадянам, і спрямований на реформу Європейського Союзу, з метою створити «повноцінну демократію із суверенним парламентом, поважає національне самовизначення та ділить владу з національними парламентами, регіональними і місцевими радами».

## Відомі члени
- Яніс Варуфакіс (Греція)
- Сречко Хорват (Хорватія)
- Лоренцо Марсилі (Італія)
- Джуліан Ассанж (Австралія)
- Ноам Чомскі (США)
- Браян Іно (Велика Британія)
- Жюльєн Байю (Франція)
- Джеймс К. Гелбрейт (США)
- Сюзан Джордж (США, Франція)
- Борис Гройс (Німеччина)
- Кен Лоуч (Велика Британія)
- Тоні Негрі (Італія)
- Саскія Сассен (США)
- Славой Жижек (Словенія)